# Nicole Ciravégna
Nicole Ciravégna, née le 22 novembre 1925 à Nice et morte le 21 août 2011 à Saint-Gély-du-Fesc,, est une écrivaine française.

## Biographie
Nicole Ciravégna est née à Nice. Elle a fait ses études à Aubagne et à Marseille. Professeur de Lettres, elle a enseigné dans le Midi, principalement au lycée Michelet (Marseille) jusqu'à sa retraite. Elle vit à Marseille où elle écrit des histoires pour les enfants et les adolescents mais aussi pour les adultes.
Elle traite de sujets graves comme la Seconde Guerre mondiale dans La rue qui descend vers la mer, de l’accueil des enfants démunis comme dans Le sentier sous les herbes, la mise en quarantaine des marins aux îles du Frioul dans L'île Blanche, ou de la vie quotidienne comme dans les Chichois.
Ses personnages sont chaleureux, authentiques et incarnent les valeurs d’amitié et de tolérance... La plupart de ses histoires se situent en Provence. Nicole Ciravégna est décédée le 21 août 2011 et nous laisse des traces littéraires pleines d'amour et d'humanisme .Pour son œuvre de haut niveau et sa générosité, elle a été promue Chevalier des Palmes Académiques.

## Œuvres
- La Rue qui descend vers la mer, édition Magnard, 1971.
- Aldo et Sarah, édition Magnard, 1973.
- Temps d'été, temps d'aimer, Hachette, 1973.
- La Nuit de Saraou, Hachette, 1974.
- Le Sentier sous les herbes, éditions Magnard, 1974.
- Le Pavé d'amour, éditions Magnard, 1975.
- La Falaise des cavaliers, Hachette, 1976.
- César, poisson marseillais, éditions Magnard, 1977.
- Le Colchique et l'étoile, édition Magnard, 1978.
- Le Navire de pierre, édition Magnard, 1978.
- Chichois de la rue des Mauvestis, Bordas, 1979.
- Les Trois Jours du cavalier, éditions du Seuil, 1979, prix André-Barré de l'Académie française en 1980
- L'Île blanche, éditions du Quai, 1982.
- Les Tambours de la nuit, éditions Magnard, 1982.
- Une nuit de Gaspard de Besse, J. Laffitte, 1988.
- Le Chemin du loup, éditions Autres Temps, 1995.
- Une année de délices  éditions Autres Temps, 1997.
- Chichois et Chichois Ier, édition POCKET junior, 1999.
- Le Petit Crieur de journaux, éditions Autres Temps, 2004.
- Le Village englouti, éditions Campanile, 2006.